# Mystifier
Mystifier je brazilská blackmetalová kapela založená v roce 1989 v Salvadoru, hlavním městě spolkového státu Bahia kytaristou Armandem da Silvou Conceiçãem alias Beelzeebubthem. Ten se po letech působení v několika lokálních kapelách (Death Vomit, Putrefaction, Corpus Christi, ...) rozhodl založit vlastní skupinu. Do ní přibral zpěváka Edilsona Gondima (pseudonym Meugninuosouan), bubeníka Aaba Benaiu (Lucifuge Rofocale) a kytaristu s přezdívkou Behemoth.
V roce 1989 vyšla první demonahrávka T.T.H.T. (Tormenting the Holy Trinity), na níž Mystifier definovali svůj styl jako „brutal death black metal“. Debutové studiové album s názvem Wicca bylo vydáno v roce 1992.

## Diskografie
Dema
- T.T.H.T. (Tormenting the Holy Trinity) (1989)
- Aleister Crowley (1991)

Studiová alba
- Wicca (1992)
- Göetia (1993)
- The World Is So Good That Who Made It Doesn't Live Here (1996)
- Profanus (2001)
- Protogoni Mavri Magiki Dynasteia (2019)

EP
- Demystifying the Mystified Ones for a Decade in the Earthly Paradise (1999)

Kompilační alba
- The Fourth Evil Calling from the Abyss (Tormenting the Holy Trinity) (2000)
- 25 Years of Blasphemy and War (2014)
- Demo-Nized (2021)

Box sety
- Baphometic Goat Worship (2008)
- The Sign of the Unholy Baphomet (2020) – sada 6 audiokazet

Singly
- T.E.A.R. (The Evil Ascension Returns) (1990)

Split nahrávky
- Göetia / Those of the Unlight (1993) – split audiokazeta se švédskou kapelou Marduk
- Under Satan's Wrath (2022) – split CD s řeckou kapelou Lucifer's Child

## Videografie
DVD
- Aztec Assault: Antiguos himnos para la dominación del mundo (2015)